# Queens of the Stone Age (album)
Az 1998-as Queens of the Stone Age a Queens of the Stone Age debütáló nagylemeze. Az album nagy részét Josh Homme alapító tag és a Kyuss korábbi dobosa, Alfredo Hernández írta és rögzítette. A zene riff-orientált, amit Homme robot rock-nak nevezett. 2011-ben jelent meg a lemez új kiadása.
A Queens of the Stone Age 2006. február 6-án kapta meg az ezüst minősítést az Egyesült Királyságban. A kritikusok dicsérték az albumot, ez az együttes egyetlen albuma, amely bekerült az 1001 lemez, amit hallanod kell, mielőtt meghalsz című könyvbe.

## Az album dalai
|     | Cím                         | Szerző(k)                                    | Hossz |
| --- | --------------------------- | -------------------------------------------- | ----- |
| 1.  | Regular John                | Alfredo Hernández, Joshua Homme, John McBain | 4:35  |
| 2.  | Avon                        | Homme                                        | 3:22  |
| 3.  | If Only                     | Homme                                        | 3:20  |
| 4.  | Walkin' on the Sidewalks    | Hernández, Homme                             | 5:03  |
| 5.  | You Would Know              | Hernández, Homme                             | 4:16  |
| 6.  | How to Handle a Rope        | Hernández, Homme                             | 3:30  |
| 7.  | Mexicola                    | Homme                                        | 4:54  |
| 8.  | Hispanic Impressions        | Hernández, Homme                             | 2:44  |
| 9.  | You Can't Quit Me Baby      | Hernández, Homme                             | 6:34  |
| 10. | Give the Mule What He Wants | Hernández, Homme                             | 3:09  |
| 11. | I Was a Teenage Hand Model  | Hernández, Homme                             | 5:01  |

## Közreműködők

### Queens of the Stone Age
- Josh Homme – ének, gitár
- Alfredo Hernández – dob
- Carlo Von Sexron (Joshua Homme)  – basszusgitár, billentyűk, zongora

### További zenészek
- Chris Goss – basszusgitár, háttérvokál a You Would Know és Give the Mule What He Wants dalokon, clavinet és ütőhangszerek a Spiders and Vinegaroons-on
- Fred Drake – dob és ének az I Was a Teenage Hand Model-en
- Hutch – zongora az I Was a Teenage Hand Model-en
- Dave Catching – ütőhangszerek az I Was a Teenage Hand Model-en
- Mike Johnson – „szófa” az I Was a Teenage Hand Model-en
- Victor Indrizzo – dob a Spiders and Vinegaroons-on
- Nick Oliveri – az album végi telefonüzenetben tűnik fel

## Fordítás
Ez a szócikk részben vagy egészben a Queens of the Stone Age (album) című angol Wikipédia-szócikk ezen változatának fordításán alapul.  Az eredeti cikk szerkesztőit annak laptörténete sorolja fel. Ez a jelzés csupán a megfogalmazás eredetét és a szerzői jogokat jelzi, nem szolgál a cikkben szereplő információk forrásmegjelöléseként.